# Подгорень
Подгорень (рум. Podgoreni) — село в Оргіївському районі Молдови. Утворює окрему комуну.

## Населення
За даними перепису населення 2004 року у селі проживали 982 особи.
Національний склад населення села:
| Національність       | Кількість осіб | Відсоток |
| -------------------- | -------------- | -------- |
| молдавани            | 976            | 99,4%    |
| українці             | 2              | 0,2%     |
| росіяни              | 1              | 0,1%     |
| цигани               | 1              | 0,1%     |
| інша / без відповіді | 2              | 0,2%     |
| Всього               | 982            | 100%     |